# Teološka knjižnica Maribor
Teološka knjižnica Maribor je visokošolska knjižnica Teološke fakultete v Ljubljani in spada pod okrilje Univerze v Ljubljani. Ustanovitelj in lastnik knjižnice je Nadškofija Maribor, upravno in finančno pa sodi pod Univerzo v Ljubljani. Nahaja se v stavbi Teološke Fakultete v Mariboru. 

## Zgodovina
Leta  1859 je škof Anton Martin Slomšek prenesel sedež Lavantinske škofije v Maribor in še istega leta ustanovil Visoko bogoslovno šolo. Za svoje nemoteno delovanje je potrebovala tudi knjižnico, zato je Slomšek pozval vse duhovnike svoje škofije naj darujejo knjige škofijski knjižnici, da bodo imeli bogoslovci dostop do strokovne in poljudne literature. 
Leto 1859 beležimo kot ustanovno leto Teološke fakultete Maribor, ki se je v svoji 150 letni zgodovini nekajkrat preimenovala, vendar še vedno služi svojemu osnovnemu namenu.
Škofijska sinoda je leta 1903 izdala temeljne določbe o knjižničarstvu v mariborski škofiji. 
Leta 1986 pa je bila v Narodni in univerzitetni knjižnici  v Ljubljani ustanovna seja sodobne škofijske teološke knjižnice odprtega tipa, ki se je med prvimi v Slovenji vključila v nov knjižnični sistem COBISS, leta 1994 pa je mariborski nadškof dr. Franc Kramberger dal knjižnico v uporabo enoti Teološki fakulteti Ljubljana.

## Gradivo/zbirke/ureditev
Gradivo je v prostem pristopu in skladiščih razvrščeno po alfanumeričnem sistemu, kjer je vsako poglavje razdeljeno na podpoglavja, označena s črkami, knjige na polici pa si sledijo po številkah glede na prirast gradiva.
Devetdeseta leta pomenijo obdobje avtomatizacije in širitve knjižnice v širši slovenski prostor, hkrati pa je preko spleta omogočen dostop do informacij o knjižničnem gradivu iz vsega sveta.
Teološka knjižnica Maribor si je kot visokošolska in specialna knjižnica v začetku svojega delovanja in »po prenovi« zastavila temeljne cilje, da natančno zbira in hrani dela profesorjev Teološke fakultete, duhovnikov in škofov Lavantinsko-mariborske škofije, da računalniško obdela predvsem novi fond ter zlasti starejši dragocenejši fond, ki je pomemben za slovensko kulturno zgodovino, zlasti s področja Štajerske, da uredi molitvenike, ki so zgodovinsko, kulturno in versko pomembni dokumenti delovanja škofije in da ob tem prikaže izdajateljsko dejavnost škofije.
V svojem starejšem fondu hrani prvotiske škofijskih duhovnikov, jezikoslovce Dajnka, Murka in drugih. 
Med dragocenimi zbirkami pa v svojem fondu hrani Drobtinice, katerih ustanovitelj je Anton Martin Slomšek (t. i. zbornik poljudnega berila za mlade in starejše bralce), Lipico (rokopisni listi mariborskih bogoslovcev), Voditelj v bogoslovnih vedah (strokovni list profesorjev Teološke fakultete). Hranijo pa tudi Biblio Sacro iz leta 1480. Ena najdragocenejših zbirk knjižnice je Patrologia Migne, ki jo predstavlja zbirka knjig v latinskem in grškem jeziku. V Knjižnici pa lahko najdemo tudi litografski izvod enega prvih visokošolskih učbenikov v slovenskem jeziku, in sicer gre za pastoralni priročnik, imenovan Pastirna.